# Fregatfugle
Fregatfugle (latin: Fregatidae) er en familie af fugle med fem arter.
Fregatfugle er alle store, sorte eller sorte og hvide, med lange vinger og kløftede haler. Hannerne har stærkt farvede strubepunge.
Fregatfugle går eller svømmer ikke, og kan ikke lette fra en plan overflade. De befinder sig størstedelen af tiden i luften, og lander kun for at hvile eller yngle, hvilket foregår i træer eller på klipper. De lægger et eller to hvide æg.

## Fregatfugle
- Pragtfregatfugl – Fregata magnificens
- Ascension-fregatfugl – Fregata aquila
- Stor fregatfugl – Fregata minor
- Lille fregatfugl – Fregata ariel
- Juleø-fregatfugl – Fregata andrewsi